# Zemský okres Celle
Zemský okres Celle (německy Landkreis Celle) je zemský okres v německé spolkové zemi Dolní Sasko. Sídlem správy zemského okresu je město Celle. Má přibližně 179 tisíc obyvatel. 

## Města a obce
| Města: 1. Bergen 2. Celle | Obce: 1. Adelheidsdorf 2. Ahnsbeck 3. Beedenbostel 4. Bröckel 5. Eicklingen 6. Eldingen 7. Faßberg 8. Hambühren 9. Hohne 10. Lachendorf 11. Langlingen 12. Nienhagen 13. Südheide 14. Wathlingen 15. Wienhausen 16. Wietze 17. Winsen (Aller) |

nezařazené území: Lohheide